# Peter Sutton
Peter Sutton (Newcastle Upon Tyne, 24 de abril de 1943 — 24 de agosto de 2008) é um sonoplasta britânico. Venceu o Oscar de melhor mixagem de som na edição de 1981 por Star Wars: The Empire Strikes Back, ao lado de Bill Varney, Steve Maslow e Gregg Landaker.